# Jul i Polen

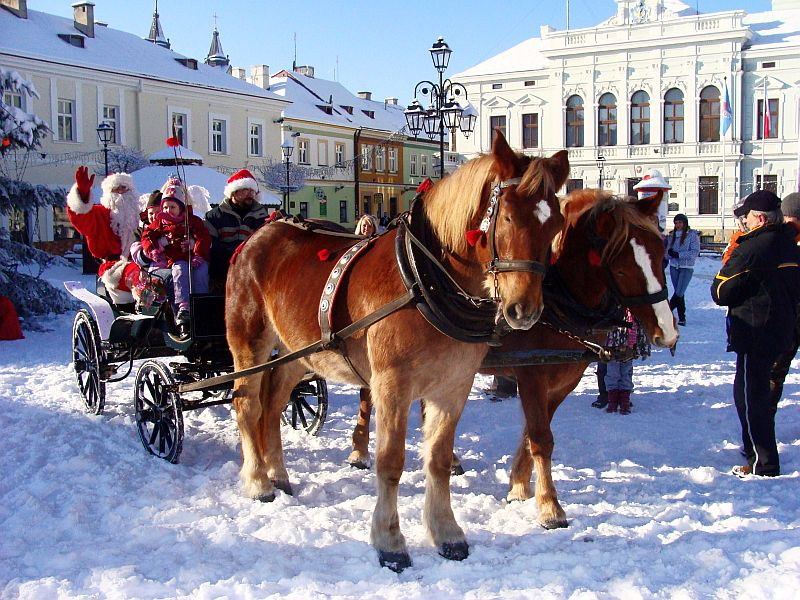
Kulig med Jultomten i Sanok

Jul i Polen är en av de större högtiderna. Firandet utvecklades gradvis under århundradenas lopp och blandade gamla hedniska traditioner med de kristna, som infördes efter Polens kristnande av Romersk-katolska kyrkan. Senare influenser hämtades från lokala traditioner och diverse folkkulturer. Till skillnad från i många andra kristna länder spelar Sankt Nikolaus ingen större roll i polsk jul. Han har i stället en egen festdag som firas den 6 december.